# Johann David Steinmüller
Johann David Steinmüller (* 22. August 1708 in Oelsnitz/Vogtl.; † 2. August 1767 in Merseburg) war ein deutscher evangelisch-lutherischer Theologe.

## Leben
Johann David war der Sohn des späteren Bürgermeisters und Lohrotgerbers in Oelsnitz Johann Caspar Steinmüller und dessen erster Frau Susanne Dorothea Zöphel aus Schöneck. Nach anfänglichem Schulbesuch in seiner Geburtsstadt frequentierte er vom 25. Juni 1723 bis zum 25. Januar 1729 die kurfürstlich sächsische Landesschule in Pforta. Anschließend besuchte er seinen Vetter Johann Georg Steinmüller in Lehnstedt.
Während dieser Zeit lernte er die Jenaer Hochschullehrer Johann Georg Walch, Johann Reinhard Rus und Georg Erhard Hamberger kennen. Er beschloss, ein Studium der Theologie an der Universität Leipzig zu absolvieren, wozu er sich am 16. Mai 1729 in die dortigen Matrikel eintragen ließ. Das Grundgerüst seiner Ausbildung erhielt er an der philosophischen Fakultät der Leipziger Alma Mater. Hier besuchte er die Vorlesungen zur Mathematik, Philosophie, Geschichte, Rhetorik und den orientalischen Sprachen, bei Christian Gottlieb Jöcher, August Friedrich Müller, Johann Christoph Gottsched, Christian August Hausen, Georg Friedrich Richter, Johann Friedrich Menz, Johann Christian Hebenstreit und Karl Gottlob Sperbach. Sein Wissen über die theologischen Zusammenhänge wurde daneben von Christian Friedrich Börner, Salomon Deyling, Heinrich Klausing, Johann Gottlob Pfeiffer, Johann Gottlob Carpzov, Johann Schmid und Jeremias Friderici geprägt.
In Leipzig avancierte er am 1. Juli 1730 zum Baccalaurus der Philosophie und erwarb sich am 21. Mai 1732 den akademischen Grad eines Magisters der philosophischen Wissenschaften. Anschließend arbeitete er als Privatlehrer der Kinder des Leipziger Bürgermeisters Christian Ludwig Stieglitz, in dessen Haus er mit Johann August Ernesti zusammenarbeitete. Ab dem 6. Januar 1734 war er als Privatlehrer in Nürnberg tätig, wo er unter anderem die Kinder der Familie Haller von Hallerstein unterrichtete. Von hier aus unternahm er auch Ausflüge an die Universität Altdorf und erweiterte seine Kenntnisse. Am 8. Juni 1735 absolvierte er in Dresden das theologische Kandidatenexamen und begann am 6. Mai 1736 eine Tätigkeit als Mittagsprediger am Heiligen Kreuz in Nürnberg. Diese Aufgabe übte er indes nicht lange aus. Am 1. November 1736 erhielt er eine Berufung zum Hofprediger des Reichsfreiherrn und Ritterhauptmanns des Kantons Braunach Hans Georg von Rotenhan und Pfarrer im fränkischen Eyrichshof und Fischbach.
Hierzu wurde er am 11. November 1736 an der St.-Johannis-Kirche in Schweinfurt ordiniert und begann am 2. Dezember 1736 mit seiner Anzugspredigt den dortigen Dienst. Auch dieses Dienstverhältnis währte nicht lange, da man die Dienste des jungen Theologen in seiner Heimat benötigte. In seinem Geburtsort hatte der dortige Superintendent Georg Christoph Meyer am 7. Mai 1737 einen Schlaganfall erlitten. Da er die Sprache verloren hatte und teilweise gelähmt war, wurde Steinmüller ihm 1737 als Substitut an die Seite gestellt. Nach dessen Emeritierung übernahm Steinmüller am 5. Oktober 1739 dessen Stelle als Oberpfarrer und Superintendent in Oelsnitz/Vogtl. Am 12. Februar 1750 wechselte er ein letztes Mal als Stiftssuperintendent und Konsistorialassessor nach Merseburg. Nachdem er am 5. September 1753 Ehrenmitglied der Gesellschaft der freien Künste in Leipzig geworden war, vollendete er in Merseburg sein Leben.
Von Steinmüller sind einzelne Predigten, Reden und Gedichte bekannt, dazu eine Übersetzung der französischen Reden Bernard-Joseph Saurins über die Geschichte von dem Leiden Jesu Christi. Zudem gab er 1765 ein neues und verbessertes Oelsnitzer Gesangbuch heraus.

## Familie
Steinmüller war zwei Mal verheiratet. Seine erste Ehe schloss er mit Erdmutha Sophia Mayer (* ± 4. Juli 1719; † 18. August 1753 in Merseburg), verm. die Tochter seines Amtsvorgängers Georg Christoph Meyer. Seine zweite Ehe ging er am 13. September 1757 in Merseburg mit Margarethe Elisabeth Kießling, die Witwe des Pfarrers an der St. Nikolauskirche in Zeitz Friedrich Müller, der Tochter des Superintendenten von Borna Johann Kießling, ein. Aus erster Ehe stammen Kinder. Von diesen kennt man:
1. Friderica Christina Steinmüller verh. am 9. Juli 1761 in Merseburg mit dem Sekretär der Stiftsregierung in Merseburg Christian Friedrich Geißler
2. Johanna Christina Steinmüller (* ± 1745; † 13. November 1768 in Merseburg)
3. Christian Friedrich Steinmüller (* ± 1748; † 4. September 1768 in Merseburg)
4. Christian Gottlob Steinmüller (* 14. Februar 1751 in Merseburg; † 30. November 1767 ebenda)
5. Sohn N.N. Steinmüller (* & † 17. August 1753 in Merseburg (Totgeburt))